# Windehausen
Windehausen is een plaats en voormalige gemeente in de Duitse deelstaat Thüringen. Sinds 2010 maakt het dorp deel uit van de landgemeente Heringen/Helme in het Landkreis Nordhausen.

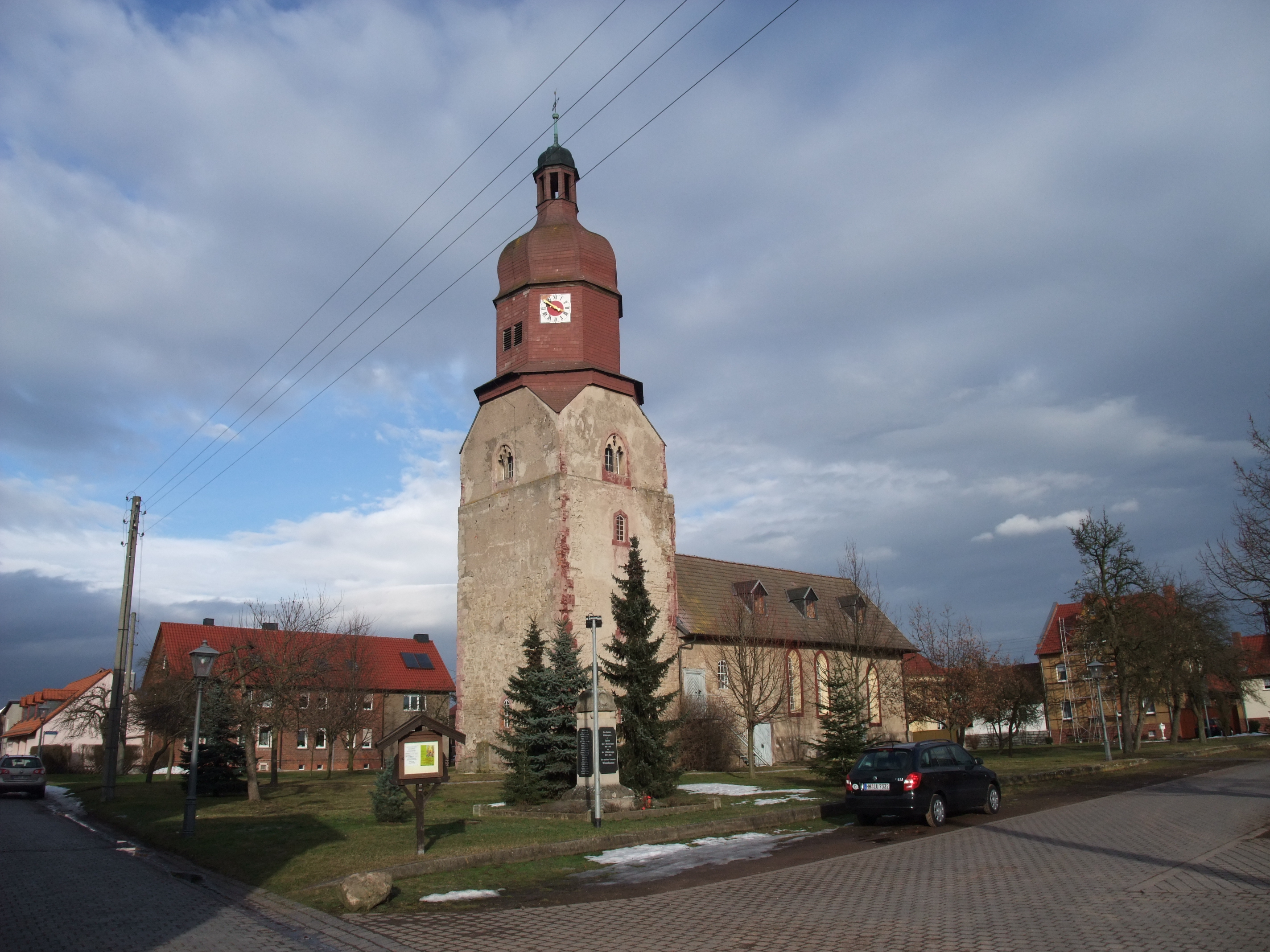
Dorpskerk